# 콘스탄체 모차르트

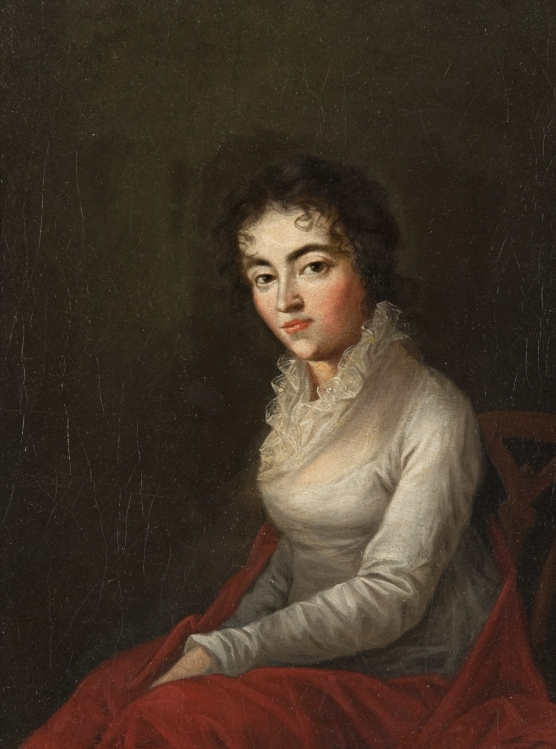
콘스탄체 모차르트

마리아 콘스탄체 체칠리아 요제파 요한나 알로이지아 모차르트(혼전성 베버(Weber), 독일어: Maria Constanze Cäcilia Josepha Johanna Aloysia Mozart, 1762년 1월 5일 ~ 1842년 3월 6일)는  오스트리아의 훈련된 가수였다. 그녀는 처음에는 볼프강 아마데우스 모차르트와, 그 다음에는 게오르크 니콜라우스 폰 니센과 두 번 결혼했다. 그녀와 모차르트는 여섯 명의 아이들을 두었다: 카를 토마스 모차르트, 프란츠 크사버 볼프강 모차르트, 그리고 유아기에 사망한 다른 네 명의 아이들. 그녀는 그녀의 두 번째 남편과 함께 모차르트의 전기 작가가 되었다.